# 石路巷古民居群
石路巷古民居群，位于中国广东省佛山市禅城区纪岗街，建于明代，为佛山市现存年代最早的民居建筑群。1998年4月30日，列入佛山市文物保护单位。